# Ossoliński (herb książęcy)
Ossoliński (Ossoliński Książę) – polski herb książęcy, odmiana herbu Topór. Herb własny rodziny Ossolińskich.

## Opis herbu

### Opis współczesny
Opis skonstruowany współcześnie brzmi następująco:
Na tarczy o polu czerwonym, topór srebrny z rękojeścią złotą.
Całość otacza płaszcz heraldyczny, podbity gronostajem.
Płaszcz zwieńcza mitra książęca.

## Geneza
Herb należy do dwóch gałęzi rodziny Ossolińskich, uprawnionych do noszenia tytułu książęcego. Jako pierwszy tytuł książęcy otrzymał Jerzy Ossoliński. Tytuł został nadany 30 stycznia 1634 przez Ferdynanda II Habsburga, ale bez prawa dziedziczenia. Przedstawiciel innej gałęzi rodziny, Franciszek Maksymilian Ossoliński otrzymał tytuł comes in Tenczyn od Karola VII, zaś w roku 1736 tytuł książęcy od króla Francji.

## Herbowni
Informacje na temat herbownych w artykule sporządzone zostały na podstawie wiarygodnych źródeł, zwłaszcza klasycznych i współczesnych herbarzy. Należy jednak zwrócić uwagę na częste zjawisko przypisywania rodom szlacheckim niewłaściwych herbów, szczególnie nasilone w czasie legitymacji szlachectwa przed zaborczymi heroldiami, co zostało następnie utrwalone w wydawanych kolejno herbarzach. Identyczność nazwiska nie musi oznaczać przynależności do danego rodu herbowego. Przynależność taką mogą bezspornie ustalić wyłącznie badania genealogiczne.
Pełne listy herbownych nie są dziś możliwe do odtworzenia, także ze względu na zniszczenie i zaginięcie wielu akt i dokumentów w czasie II wojny światowej (m.in. w czasie powstania warszawskiego w 1944 spłonęło ponad 90% zasobu Archiwum Głównego w Warszawie, gdzie przechowywana była większość dokumentów staropolskich). Nazwisko znajdujące się w artykule pochodzi z Herbarza polskiego, Tadeusza Gajla. Występowanie danego nazwiska w artykule nie musi oznaczać, że konkretna rodzina pieczętowała się herbem Ossoliński. Często te same nazwiska są własnością wielu rodzin reprezentujących wszystkie stany dawnej Rzeczypospolitej, tj. chłopów, mieszczan, szlachtę. Herb Ossoliński jest herbem własnym, wiec do jego używania uprawniona jest zaledwie jedna rodzina: Ossolińscy.